# 陶勇 (医生)
陶勇（1980年5月—），江西省南城县人，男，眼科医生、教授、博士生导师。

## 生平
1997-2007年就读于北京大学医学部、北京大学人民医院，获眼科医学博士学位；2008-2009于德国海德堡大学附属曼海母医院眼科作访问学者；2007-2016年就职于北京大学人民医院眼科；2016年起就职于北京朝阳医院眼科，任主任医师、博士生导师、教授，主要研究葡萄膜炎，眼底病。

## 伤医事件
2020年1月20日，陶勇在门诊看诊中被病人家属砍成重伤，引发舆论关注。一直至4月13日，陶勇正式出院，5月13日恢复出诊。其后在5月20日接受媒体采访时他的左手康复还需要较长时间，可以少量出门诊，但无法进行手术。